# (845) Naëma
(845) Naëma es un asteroide perteneciente al cinturón de asteroides descubierto el 16 de noviembre de 1916 por Maximilian Franz Wolf desde el observatorio de Heidelberg-Königstuhl, Alemania.
Se desconoce la razón del nombre.